# فلمینگتون (نیوجرسی)
فلمینگتون (به انگلیسی: Flemington) شهری در ایالت نیوجرسی کشور ایالات متحده آمریکا است که جمعیت آن در سرشماری سال ۲۰۱۰ میلادی، ۴٬۵۸۱ نفر بوده‌است.